# Work Out
«Work Out»  — песня американского хип-хоп-исполнителя и продюсера Джея Коула (англ. J. Cole). Песня была выпущена 15 июня 2011 года лейблами Roc Nation и Columbia Records в качестве лид-сингла с 1-го альбома Коула Cole World: The Sideline Story. Композиция получила платиновый статус RIAA (США).

## История
J. Cole издал сингл с песней «Work Out» 15 июня 2011 года в честь второй годовщины хорошо принятого и успешного микстейпа The Warm Up, вышедшего в 2009 году. Эта песня, спродюсированная самим Коулом, включает также семплы хитов «The New Workout Plan» (Kanye West) и «Straight Up» (Paula Abdul).
Музыкальное видео вышло в августе 2011 года и было снято режиссёром Clifton Bell в Нью-Йорке.
«Work Out» дебютировал в американском хит-параде Billboard Hot 100 в неделю с 23 июля 2011 года на позиции № 85. Затем «Work Out» повторно вошёл в чарт Billboard Hot 100 в неделю с 24 сентября 2011 года на позиции № 98. Позднее песня поднялась до позиции № 13. К сентябрю 2013 года тираж сингла достиг 1,853,000 загрузок в США.

## Чарты
| Чарт (2011-12)                        | Высшая позиция |
| ------------------------------------- | -------------- |
| Канада (Billboard Canadian Hot 100)   | 32             |
| США (Billboard Hot 100)               | 13             |
| США (Billboard Hot R&B/Hip-Hop Songs) | 10             |
| США (Billboard Hot Rap Songs)         | 3              |
| США (Billboard Pop Airplay)           | 13             |
| США (Billboard Rhythmic)              | 1              |

| Чарт (2011)          | Позиция |
| -------------------- | ------- |
| US Billboard Hot 100 | 63      |

## Сертификации
| Регион | Сертификация  | Продажи   |
| --- | ------------- | --------- |
| Канада (Music Canada) | Золотой       | 40 000*   |
| Дания (IFPI Danmark) | Золотой       | 45 000    |
| Великобритания (BPI) | Золотой       | 400 000   |
| США (RIAA) | 2× Платиновый | 2,000,000 |
| * Данные о продажах приведены только на основе сертификации. · Данные о продажах + прослушиваниях приведены только на основе сертификации. |               |           |